# Massacre do Condado de Shaoyang

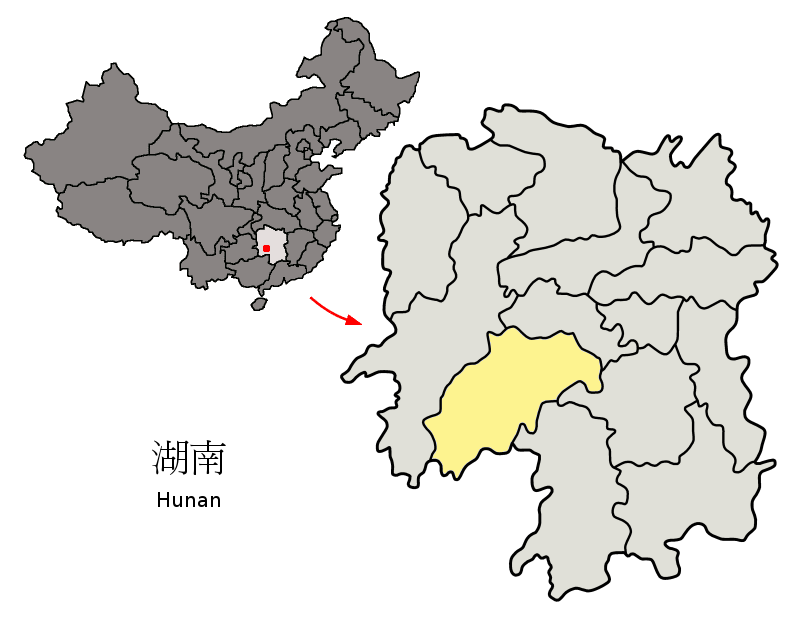
Shaoyang na República Popular da China

O Massacre do Condado de Shaoyang (chinês simplificado: 邵阳县大屠杀; chinês tradicional: 邵陽縣大屠殺), também conhecido como o Incidente de "Vento de Matando Negra" (chinês simplificado: 黑杀风事件; chinês tradicional: 黑殺風事件), foi um massacre no Condado de Shaoyang, na Província de Hunan, durante a Revolução Cultural Chinesa. De acordo com as estatísticas oficiais de 1974, de julho a setembro de 1968, um total de 11.177 pessoas foram presas. O número de mortos no massacre foi de 991, incluindo 699 que foram forçados a cometer suicídio. No entanto, alguns pesquisadores argumentam que milhares de pessoas morreram no massacre.

## Contexto histórico

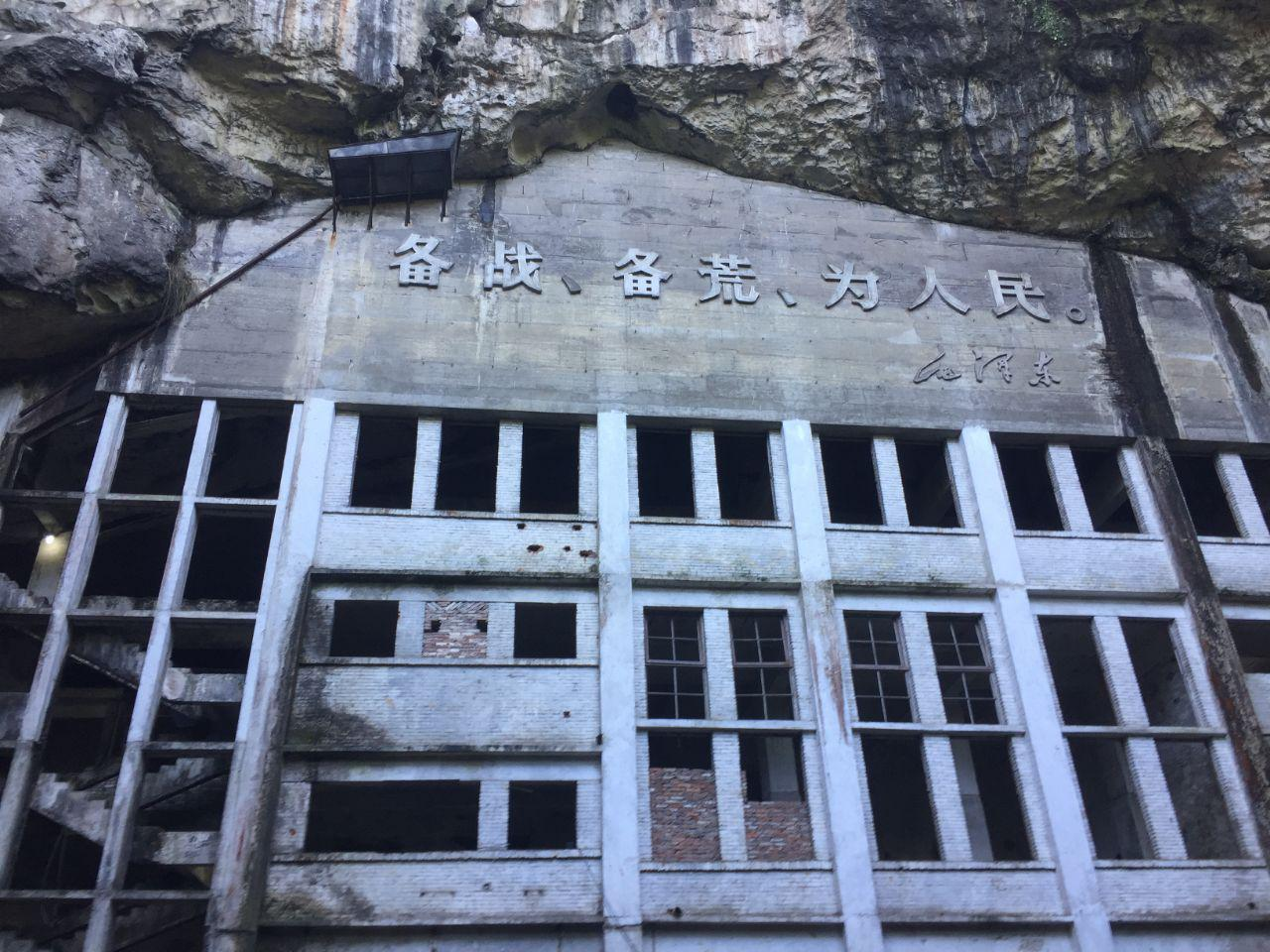
Um arsenal construído em Shaoyang durante a Revolução Cultural (1966).

Em maio de 1966, Mao Tsé-Tung lançou a Revolução Cultural na China continental. Em 1967, os camponeses do condado de Dao da província de Hunan cunharam a frase "Time de Matando Negra (黑杀队)", que consistia em 21 tipos de pessoas, como os membros das Cinco Categorias Negras, bem como seus parentes. A equipe teria a "intenção" de retaliar os camponeses e as autoridades locais. Como resultado, de agosto a outubro de 1967, o Massacre do Condado de Dao estourou, tendo como alvo os membros do "Time de Matando Negra". Um total de 7.696 pessoas foram mortas e outras 1.397 foram forçadas a cometer suicídio. O massacre do condado de Dao teve um impacto direto no massacre no condado de Shaoyang, que também estava localizado na província de Hunan.

## "Vento de Matando Negra"

### O massacre
Em julho de 1968, o movimento para capturar e matar membros do "Time de Matando Negra" começou em Shaoyang. Esse movimento se transformou em um violento massacre em 4 de agosto, quando toda a família de Deng Baomin (邓保民), filho de um proprietário, foi exterminada. O massacre foi executado por camponeses no condado de Shaoyang e foi liderado pela milícia local e pela brigada de produção.
Os autores do massacre não só se recusaram a cobrir os cadáveres de muitas vítimas, mas proibiram os parentes das vítimas de recolher os corpos. Com os cadáveres se acumulando rapidamente, no entanto, muitos dos cadáveres foram finalmente despejados no rio Zi (资江) e flutuaram rio abaixo. Alguns dos corpos até bloquearam as bombas de água dentro das usinas de purificação de água locais e, como resultado, os cidadãos locais se recusaram a beber água da torneira por cerca de meio mês. Quando as autoridades da cidade de Shaoyang ordenaram que o departamento de segurança pública local enterrasse os corpos flutuando no rio, este pediu voluntários (com uma recompensa de 10 yuans) das áreas rurais de Shaoyang para remover os corpos flutuantes do rio e enterrar eles.
A partir do final de agosto de 1968, o 47º Grupo do Exército de Libertação Popular fez várias intervenções que gradualmente puseram fim ao massacre.

### Métodos de matar
No massacre de Shaoyang, os métodos de matança incluíam sepultamento vivo, apedrejamento, queima, afogamento em rios ou tanques de água, espancamento com enxadas ou varas, desmembramento de corpos e assim por diante. Muitas vítimas do sexo feminino foram torturadas e abusadas sexualmente antes de serem mortas, algumas com mamilos ou órgãos genitais removidos ou perfurados por fios de ferro.

### Número de mortos
De acordo com as estatísticas oficiais em 1974, um total de 11.177 pessoas foram presas durante o massacre, com 7.781 pessoas foram colocadas em prisões e 113 incapacitadas permanentemente. O número de mortos no massacre foi de 991, incluindo 699 que foram forçados a cometer suicídio. Além disso, 702 cadeias privadas e 1.587 algemas privadas foram criadas durante o massacre.
Alguns pesquisadores apontaram que milhares de pessoas morreram na realidade. No entanto, os Anais do Condado de Shaoyang (edição de 1993) apenas reconheceram que 295 pessoas foram mortas e 277 pessoas foram forçadas a cometer suicídio durante o massacre, levando a um total de 572 vítimas.

## Rescaldo
Após a Revolução Cultural, as vítimas do massacre foram parcialmente reabilitadas durante ou após o período "Boluan Fanzheng". Na década de 1980, 134 casos de homicídios foram investigados pelas autoridades locais e vários perpetradores receberam acusações criminais, repreensões disciplinares ou foram expulsos do Partido Comunista Chinês. As famílias das vítimas receberam certa quantia de apoio financeiro e restituição.